# Scherleithen
Scherleithen ist ein Gemeindeteil der Gemeinde Plankenfels im Landkreis Bayreuth (Oberfranken, Bayern). Scherleithen liegt in der Gemarkung Plankenfels.

## Geografie
Das Dorf Scherleithen liegt im nördlichen Teil der Fränkischen Schweiz und am oberen Lauf der Wiesent. Die Nachbarorte sind Stechendorf und Gottelhof im Norden, Hainbach im Nordosten, Wadendorf im Osten, Plankenfels im Südosten, Schressendorf im Südwesten und Tiefenlesau im Nordwesten. Das Dorf ist von dem eineinhalb Kilometer entfernten Plankenfels aus über die Staatsstraße 2191 und dann auf einer über Wadendorf führenden Ortsverbindungsstraße erreichbar.

## Geschichte
Scherleithen ist seit der mit dem bayerischen Gemeindeedikt von 1818 erfolgten Gemeindegründung ein Gemeindeteil der Gemeinde Plankenfels. Vor den infolge der Gebietsreform in Bayern erfolgten Eingemeindungen hatte die zum Landkreis Ebermannstadt gehörende Gemeinde Plankenfels 1961 insgesamt 892 Einwohner, davon 36 in Scherleithen.

## Baudenkmäler
Einziges Baudenkmal ist ein zweigeschossiges Wohnhaus in Halbwalmdachbauweise.